# 스쿼시
스쿼시(squash)는 두 명(단식) 또는 네 명(복식)의 선수가 사방이 벽으로 이루어진 코트에서 작고 속이 빈 고무공으로 경기를 하는 라켓 스포츠이다. 과거에는 스쿼시 라켓(squash rackets)라고 불렸는데, 이는 스쿼시의 전신이 되는 옛 실내 라켓 경기인 ‘라켓’(또는 하드 라켓)이 딱딱한 공을 사용했던 것에 비해 스쿼시에서는 잘 ‘찌그러지는(squashable)’ 말랑말랑한 공을 사용함을 가리키는 의미의 명칭이었다.
스쿼시는 국제 올림픽 위원회의 공인을 받았으며 2012년 5월에는 2020년 하계 올림픽 정식 종목 후보로 선정되었다.

## 역사
스쿼시는 줄이 매어진 라켓을
사용한다는 점에서 테니스와 매우 유사한데, 그 직접적인 기원은 과거 영국에서 행해졌던 실내 라켓 스포츠인 ‘라켓’(rackets)에서 찾을 수 있다. 라켓은 딱딱한 공을 벽에 치는 방식이었으며, 여기에서 공의 재질 등이 변화하면서 스쿼시가 탄생하게 되었다.
스쿼시는 1830년 경 영국 해로 스쿨에서 옛 라켓 경기를 변형하여 즐긴 데에서 그 기원을 찾을 수 있다. 이것이 다른 학교로 퍼져 나가기 시작했고, 결국에는 오늘날의 국제적인 스포츠로 발전하게 되었다. 해로우 스쿨에 처음 만들어졌던 코트는 각종 파이프와 기둥, 연통, 선반 등이 그 주변에 있어 위험했다. 학교는 곧 4면의 실외 코트를 만들었다. 공의 재질로는 고무가 사용되었다. 학생들은 협소한 공간에 적합하도록 라켓을 짧게 개조하여 사용했다.
스쿼시 라켓은 테니스 라켓과 훨씬 더 유사하게 변형되었다. 초기에는 라켓 재질로 나무 합판이 널리 사용되었으며, 1980년대부터 그라파이트와 같은 더 가벼운 탄소계열 재료와 케블라, 붕소, 티타늄 등을 합성한 재질이 사용되기 시작했다. 라켓 스트링은 천연 거트에서 인조 스트링으로 변화하였다.
19세기에 스쿼시는 점차 인기를 얻어 여러 학교와 클럽에서 행해지고 사설 코트도 생겨 났으나, 아직 일정한 규격은 없었다. 북미 지역 최초의 코트는 1884년 뉴햄프셔에 있는 세인트 폴 스쿨에 처음 만들어졌다. 1904년에는 필라델피아 및 펜실베니아 지역에서 미국 최초의 스쿼시 연맹 조직이 미국 스쿼시 라켓 협회(United States Squash Racquets Association)이라는 이름으로 생겨났으며, 이 조직이 오늘날의 유에스 스쿼시(U.S. Squash)가 되었다. 1907년 4월, 테니스, 라켓과 파이브즈 협회가 모여 스쿼시의 표준을 만들기 위한 위원회를 결성하였다. 그 결과 세 가지 스포츠를 결합한 스쿼시가 탄생하게 되었다. 1912년 RMS 타이타닉에는 일등석 구역에 스쿼시 코트가 설치되었다. 1923년이 되어서는 영국의 로열 오토모빌 클럽에서 스쿼시 규정에 대한 추가적인 논의를 위한 미팅이 개최되었고, 5년 후 영국에서 스쿼시 라켓 협회가 설립되어 스쿼시 표준을 만들게 되었다. 이후 스쿼시는 미국과 캐나다에 확산되었으며, 전 세계로 퍼졌다.

## 한국의 스쿼시
한국에서는 1989년 5월 한국 스쿼시볼 협회(1992년 현재의 대한 스쿼시 연맹으로 명칭 변경)가 창설되면서 각종 대회 유치와 행사 개최로 국내 스쿼시 보급의 전환점이 마련되었다. 1998년 1월 대한체육회 인정종목 경기단체로 승인된 대한 스쿼시 연맹은 2001년 2월 대한체육회 가맹 경기단체로 승인되었으며, 2003년 2월에는 정가맹 경기단체로 승인되어 엘리트 체육으로 정착을 도모하고 있다. 현재 전국적으로 350여 개의 전용 클럽이 운영되고 있다.
2000년부터 국제 무대에서 두각을 나타내기 시작한 한국 스쿼시는 각종 국제 주니어 대회에서 우승 및 입상 성적을 내고있다. 주요 성적으로는 2002년 아시아 챔피언십 여자부 3위, 제14회 부산 아시아 경기대회 동메달, 2004년 캘거리 오픈 준우승, 2007년 나라쿠르테 오픈 우승, 2009년 차이나 오픈 준우승, 2010년 광저우 아시안 게임 여자 단체전 동메달, 2014년 제 17회 인천 아시안 게임 여자단체전 동메달 등이 있다.
한국에서 스쿼시는 2004년 제85회 충북 전국체전 및 2005년 86회 울산 전국체전 시범종목으로 채택되었고, 2006년 제88회 경북 전국체전부터 정식종목으로 채택되었으며, 매년 남녀 고등부 개인전, 남녀 일반부 단체전, 해외동포 남녀 일반부 개인전이 전국 17개 시년10개 이상의 해외지부의 참가 하에 성황리에 개최되고 있다.
- 참고로 대한민국 전역에 위치한 스쿼시 센터 현황을 보고 싶다면 스쿼시 센터(코트) 안내 및 스쿼시 정보 서비스 홈페이지 및 안드로이드앱, IOS 앱에서 확인 가능하다.

## 코트

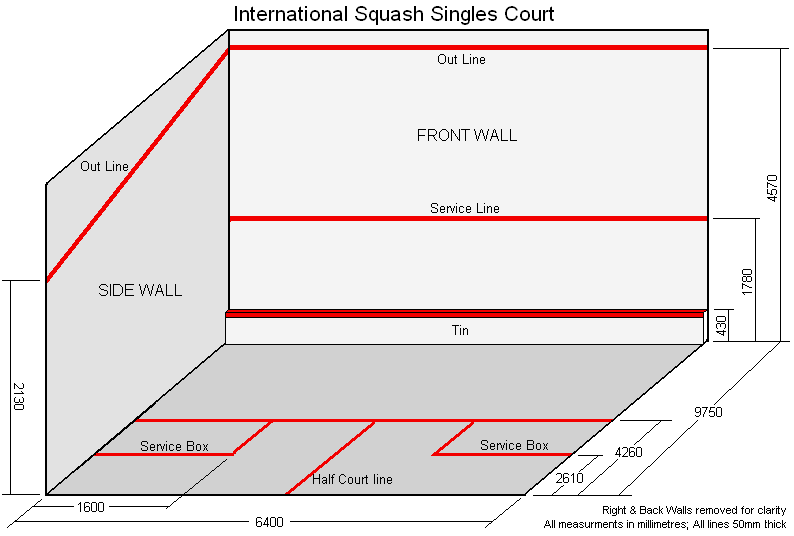
국제 스쿼시 단식 코트(세계스쿼시연맹 규정)

코트 크기는 가로 6.4미터, 세로 9.75미터로 1920년대에 정해졌다. 앞벽에는 4.57미터 높이의 ‘프론트 월 라인’이 있고 공이 이 라인이나 라인의 위쪽 영역에 맞으면 ‘아웃’이 된다. 이 아웃 라인은 옆벽을 따라 뒷벽의 2.13미터 높이의 아웃 라인까지 연결된다. 앞벽에는 또 1.78미터 높이의 ‘서비스 라인’이 있으며, 서비스가 이 라인보다 아랫쪽 영역에 맞으면 아웃이 된다. 앞벽의 가장 아래에 위치한 0.43미터 높이의 ‘바텀 라인’은 ‘틴’의 상단을 표시하는 역할을 한다. 틴은 앞벽 아랫부분에 철제 판넬이 붙어 있는 영역으로, 이 부분에 공이 맞으면 역시 아웃이 된다. 코트 바닥에는 가로 방향으로 ‘하프코트’ 라인이 그려져 있고 뒤쪽의 ‘쿼터 코트’와 두 개의 ‘서비스 박스’로 나뉜다.
미국 경기를 위한 전통적인 ‘아메리칸’ 코트는, (이제는 ‘하드볼 스쿼시’라 불림) 비슷한 크기지만, 폭이 5.64미터(18피트 6인치)로 더 좁다. 바닥과 벽 마킹이 ‘국제’ 코트와 약간 다르며 틴이 15인치 높이로 더 낮다. 그러나, 미국에서 하드볼 스쿼시는 소프트볼 방식의 표준 방식의 스쿼시로 대체되었고 이제 거의 사라졌다.
‘컨버티드 코트’는 라켓볼 코트를 스쿼시로 바꾸다 보니 생긴 것이다. 라켓볼 코트는 20피트 너비에 40피트 길이를 가지므로, 뒷 벽을 약간 개조하여 20피트 너비에 32피트 길이로 스쿼시 코트와 비슷한 크기로 만들어지게 된다.

## 장비

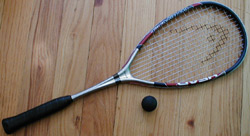
스쿼시 라켓과 공

라켓의 규격은 규정으로 정하고 있다. 전통적인 라켓은 목재 합판으로 만들어진 프레임에 천연 거트 스트링을 맨 것이었다. 1980년대 중반 규정의 변화 이후 오늘날 대부분의 라켓은 합성 재료나 금속(그라파이트, 케블러, 티타늄, 붕소 등) 프레임에 인조 스트링을 맨 형태이다. 현대의 라켓은 길이 676밀리미터(27인치)에 너비 215밀미미터(8.5인치)이며, 스트링 영역의 최대 면적은 500평방센티미터(90평방인치)이다. 최대 무게는 255그램(9온스)이나, 실제로 경기에서 사용되는 라켓의 무게는 일반적으로 90~150그램(3~5.3온스) 정도이다.
스쿼시 공의 지름은 39.5~40.5밀리미터, 무게는 23~25그램이다. 두 조각의 고무를 접착제로 붙여 속이 빈 공을 만들고 표면은 무광택 처리한다. 기온과 공기의 조건에 따라 서로 다른 종류의 공이 사용되는데, 상급자는 초중급자가 사용하는 것에 비해 바운드가 작고 속도가 느린 공을 사용한다. 고무 재질의 특성상 스쿼시 공은 온도가 높아지면 더 잘 튀고, 온도가 낮을 때에는 잘 튀지 않는 성질이 있다. 이 때문에 경기 전에 공을 십 수회 쳐서 데우는 과정이 반드시 필요하다.

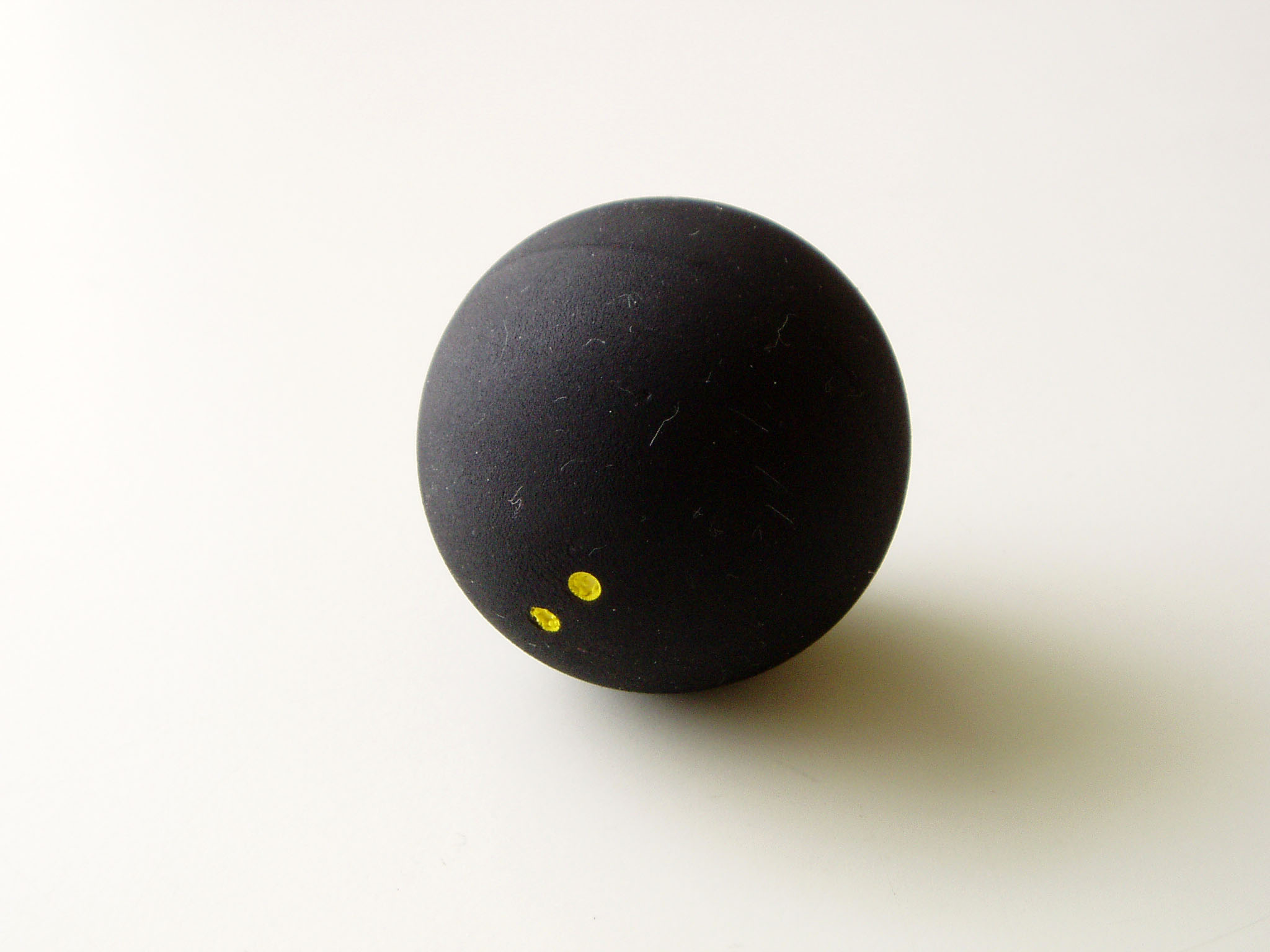
더블 옐로 도트 스쿼시 공

공의 표면에 표시된 색깔 있는 점들은 아래와 같이 공의 탄성을 나타낸다.
| 색상               | 속도           | 바운드    | 용도          |
| ------------------ | -------------- | --------- | ------------- |
| 더블 옐로          | 가장 느림      | 매우 낮음 | 경기용        |
| 옐로               | 매우 느림      | 낮음      | 상급자        |
| 화이트             | 느림           | 낮음      | 중/상급자     |
| 그린               | 느림/가장 느림 | 낮음      | 중/상급자     |
| 오렌지             | 가장 느림      | 매우 낮음 | 상급자        |
| 표시없음 또는 레드 | 중간           | 평균      | 동호인        |
| 블루               | Fast           | 매우 높음 | 초보자/주니어 |
더블 옐로 도트 공은 2000년에 도입되었으며, 과거의 옐로 도트 공을 대체하여 현재까지 대회용으로 사용되고 있다. 오렌지 닷 볼은 멕시코 시티, 캘거리, 덴버, 요하네스버그와 같은 높은 고도에 위치한 곳에서 사용된다. 북 아메리카에서는 던롭 그린 닷 볼이 주로 높은 고도에서 사용된다.
남자 선수는 일반적으로 반바지에 반팔 티셔츠나 민소매 셔츠, 또는 폴로 셔츠 등을 착용한다. 여자 선수는 보통 스커트에 티셔츠나 민소매 셔츠, 또는 스포츠 드레스를 입는다. 미국 국립 보건원은 경기시 폴리카보네이트 재질의 고글을 착용할 것을 권장한다.
스쿼시 공의 주요 생산업체로는 프린스, 던롭, 포인트포어(Pointfore), 윌슨 등이 있다.
그외 다른 종류의 공으로는 다음과 같은 것들이 있다.
- 던롭 ‘맥스 블루’ (초보자용) 더블 옐로보다 12퍼센트 큰 크기와 40퍼센트 긴 체공 시간을 갖고 있으며 순간 바운스가 있다.
- 던롭 ‘맥스 프로그레스’ (빨강) (테크닉을 키우고 싶은 경기자용) '더블 옐로'보다 6퍼센트 큰 크기와 20퍼센트 긴 체공 시간을 갖고 있으며 '순간 바운스'가 있다.

## 경기 및 점수제도
선수들은 주로 라켓을 돌려서 누가 처음 서브를 할지 정하고, 왼쪽이든 오른쪽이든 이 선수가 원하는 서비스 박스에서 첫 랠리를 시작한다. 공정한 서브를 위해, 서브하는 사람의 한 발은 서비스 박스에 들어가야 하고, 공은 라켓에 맞은 뒤에 꼭 앞벽의 서비스라인과 아웃라인 사이를 맞추고, 리시버가 발리로 쳐내지 않는 이상 반대편 쿼터 코트로 들어와야 한다.
그리곤 선수들은 번갈아가며 앞 벽으로 공을 쳐낸다('랠링'이라고 부름). 공은 발리로 치거나(공이 바닥에 한번 튀기기 전에 치는 것) 한번 바운스 된 후 두 번 바운스 되기 전에 칠 수도 있다. 쳐낸 공이 'good'이 되기 위해선 공이 바닥에 닿기 전에 앞벽의 '아웃'라인과 '보드'혹은 '틴' 사이에 맞아야 한다. 아웃라인이나 틴 위의 라인에 닿는 공은, 테니스와는 반대로, 아웃으로 처리된다. 공은 또한 앞벽에 맞기 전에 나머지 세개의 벽에 먼저 맞아도 괜찮다. 옆벽이나 뒷벽을 먼저 맞는 샷은 '보스트'나 '앵글'이라고 부른다.
랠리는 한 선수가 상대방의 공을 받아치지 못하거나 실수하게 될 때까지(예. 공을 '아웃'되게 치거나, 두 번째 바운드 이후에 치거나, 바닥이나 '보드'로 칠 경우), 혹은 레프리에 의해 '렛'이나 '스트록'이 주어질 때까지 계속된다(밑에를 참고하시오).
'전통적인' 영국 점수제도(1926년에 도입됨)에서, 점수는 서브하는 사람만이 획득할 수 있다. 리시버가 랠리에서 이길 경우, 점수 대신 서브권을 얻는다.
경기는 주로 9점까지(다만, 점수가 8-8이 될 경우 리시버는 '세트 투'를 요청하여 10점까지 경기를 진행하도록 요청할 수 있다) 행해진다. 경기는 주로 '5전3선승제'로 행해진다.
대신, 포인트어랠리 점수제도(주로 PARS나 '미국식' 점수법으로 부름)에서는 점수는 서브권에 상관없이 각 랠리의 승자에게 주어진다. 전통적으로, PARS 점수제도는 15점까지(14-14가 될 경우 리시버는 15점이나 17점 중 어느 점수까지 플레이 할 것인지 고를 수 있다)이다. 그러나, 2004년에 PARS 점수제도는 프로경기에서는 11점까지로 줄어들었다(10-10이 될 경우 무조건 한 선수가 2점차로 앞서야 끝난다). PARS는 이제 남자 프로 투어에서 사용되고, 틴의 높이는 남자 프로 토너먼트에서 2인치 낮아졌다(이러한 변화는 랠리의 시간을 단축하여 결과적으로 경기에 걸리는 시간을 줄이기 위해 일어났다). 그러나, 여자 프로 투어는 여전히 원래의 "9점 영국 점수제도"와 원래의 틴 높이를 사용한다.
'국제' 경기에서는, 클럽, 복식 혹은 오락성 경기는 주로 전통 '영국식' 점수제도를 이용해 행해진다. 점수제도와 게임규칙은 더 짧은 경기 시간을 위해(예. 7점까지 행해지는 3전2선승제 경기) 혹은 여러 명이 즐기기 위해(예. 3쿼터코트, ㄱ자게임으로 불리는 게임형태로 서브를 넣은 쿼터코트는 랠리에서 사용하지 않고 나머지 선수들이 거기서 자기 차례를 기다리며, 랠리에서 지면 바로 다음 차례의 사람이 플레이한다) 약간 조정될 수 있다. '영국' 점수법은 일반적으로 USSRA(United States Squash Racquets Association) 경기를 위해 사용된다.

## 전략 및 전술
스쿼시 경기의 필수적인 전략은 공을 옆벽과 일직선으로 쳐서 백코너로 보내고(스트레이트 드라이브, 벽(wall), 혹은 "랭쓰(length)"라고 부름), 상대방의 리턴을 받아낼 수 있도록 그 후에 코트 중앙의 "T" 근처로 이동하는 것이다. 부드럽거나 "짧은" 샷으로 앞 코너를 공격 하는 것은('드롭 샷'이라고 부름) 상대방이 코트를 더 많이 커버하도록 만들고 명백한 승리샷을 만들어내기도 한다. '앵글(Angle)' 샷은 속임수를 위해 쓰이고 이 역시 상대방이 코트를 더 많이 커버하도록 만든다.
뛰어난 기술의 선수들은 자주 공이 앞벽을 맞은 뒤 '닉(nick)'(옆벽과 바닥의 경계선)이라고 하는 영역으로 가도록하는 각도로 쳐서 랠리를 끝내려한다. 이것이 제대로 이뤄지면 공은 바닥을 따라 구르게 되어 받아칠 수 없게 된다. 하지만, 그 샷이 닉을 놓치게 되면 공은 옆벽에서 튀어나오게 되고 상대방이 쉬운 공격을 할 수 있게 된다.
스쿼시의 핵심적인 전략은 "T를 지배하기"(T, 코트 중앙의 붉은 선의 교차지역으로서 선수가 상대방의 다음 샷을 받아치기 가장 좋은 지점)이다. 기술좋은 선수들은 샷을 받아치고는, 다음 샷을 치기 전에 'T'로 돌아 간다. 이 위치에서 선수는 코트의 어느 부분이든 신속하게 다가갈 수 있어 상대방의 다음 샷을 최소한의 움직임만으로 받아낼 수 있다.
경험있는 선수들의 랠리에서는 랠리마다 30회 이상의 샷이 오고가기 때문에 유산소, 무산소 체력 모두 매우 중요하다. 선수가 더 기술을 발전시키고, 특히, 샷을 더 잘 받아칠 수 있게 되면, 점수따기는 주로 소모전이 된다. 높은 수준의 경기일수록, 체력이 더 뛰어난 선수가 유리하다.
대부분의 선수들은(경험이 적든 많든) 다음과 같은 경기 스타일로 분류될 것이다 :
- "Retriever"- 주로 매우 체력이 뛰어난 선수, 침착하게 플레이하고, 대부분의 샷을 받아칠 수 있지만, 딱히 강한 공격성 게임은 하지 않는다.
- "Shooter", 혹은 "attacking player"- 침착한 선수일 수도 있지만, 위닝샷을 치거나 "닉"을 노리고 치는 것이 더 편하다. 일반적으로 아주 뛰어난 속임수를 구사하고 샷 정확도가 매우 높다.
- "Power Player"- 공을 극단적인 속도로 침으로써 상대방의 파워를 이기려고 한다. 체력이나, 침착성은 그다지 뛰어나지 못하다.
- "All-Around Player"- 어떠한 스타일로도 편하게 플레이할 수 있고, 코트의 어떤 영역이라도 편안하게 플레이할 수 있다.
- "Attritional Attacking"- David Palmer나 James Willstrop 같은 대부분의 프로 선수들이 이 분류에 맞아 떨어진다. 그들은 rally down the wall 할 준비가 되어 있는데, 그러나 상대방이 옆벽에서 몇 인치정도라도 떨어진 루즈 볼을 칠 경우, 그들은 그 즉시 그 공을 닉으로 칠 준비가 되어 있다.

공을 치는 마지막 찰나에 공의 방향을 바꾸는 능력 역시 상대방의 균형을 깨기 위해 중요하다. 전문 선수들은 상대방의 샷을 평균적인 선수들보다 영점몇초 정도 빠르게 예측할 수 있고, 이로 인해 그들은 빠르게 반응할 수 있다. 그러한 기술은 주로 많은 연습과 경기 경험을 통해 얻어진다.

## 간섭과 방해
간섭과 방해는 두명이 한 공간에 묶여서 하는 매우 활발한 스포츠에서 피할 수 없는 측면이다. 일반적으로 스쿼시 경기규칙은 선수들에게 제대로 공에 접근할 수 있고, 제대로 스윙할 수 있고, 앞벽으로 향하는 어떤 샷이든 방해받지 않을 것을 보장하도록 되어 있다. 간섭이 일어났을 때, 선수는 '렛'이라고 어필할 수 있고 그러면 레프리(만약 없다면 선수들 자신이)는 간섭의 범위를 판단한다. 레프리는 '렛'을 허용하여 선수들이 그 랠리를 다시 하도록 하거나, '스트록'(포인트 혹은 서브권)을 그 선수에게 부여한다. 이는 간섭이 일어난 정도와, 간섭받은 선수가 만약 간섭이 없었을 때 위닝샷을 칠 수 있었을지 여부를 따져 결정한다.
간섭이 적거나 없었다고 판단되면, 경기의 연속성과 가짜로 렛을 어필하는 것을 막기 위하여, 렛이 허용되지 않는다. 판단의 주관성때문에, 렛과 스트록의 주어짐은 종종 논쟁의 여지가 생긴다.
선수의 샷이 앞벽에 맞기 전에 상대방을 먼저 쳤을 때는, 간섭이 일어난 것으로 본다. 공이 상대방을 쳤을 때 옆벽을 향하고 있었으면, 보통 렛이 된다. 그러나, 공이 상대방을 쳤을 때 앞벽을 향해 곧게 나아가고 있었다면 공을 친 사람에게 스트록이 주어진다.

## 문화, 사회 그리고 건강 측면
세계 곳곳에서 스쿼시는 몇 가지 다른 방식으로 경기가 치러지고 있다. 미국 안에서는 훨씬 딱딱한 공과 다른 크기의 코트에서 '하드볼' 단식과 복식이 행해진다. '하드볼' 단식이 북아메리카에서 유명세가 꺾였지만('국제공인' 방식이 인기를 끌었기 때문), 하드볼 복식게임은 아직도 활성화되어 있다. 같은 크기의 공으로 하는 복식경기 방식의 하나로서, 좀 더 넓은 코트에서, 좀 더 테니스 같은 방식으로 행해지는 스쿼시 테니스도 있다.
미국의 스쿼시 사촌 격인 라켓볼에 비해서 스쿼시는 상대적으로 작은 코트와 저탄성의 공이 점수를 내는 것을 어렵게 한다. 라켓볼과 달리 모든 공이 앞벽 틴(tin) 위를 맞춰야 하기 때문에, 공은 쉽게 '죽을 수' 없다. 결과적으로 스쿼시는 랠리가 라켓볼에 비해 길어지는 경향이 있다.
대부분의 스쿼시 선수들은 자신과 생리학적으로, 정신적으로, 그리고 기술적으로 비슷한 동료를 선호한다. 이는 작은 능력의 차이라도 한 선수가 경기를 완전히 압도하게 만들기 때문이다. 현재 기술 수준을 평가할 수 있는 국제적인 표준안은 없는 상태이다.
스쿼시는 심혈관 운동으로서 매우 뛰어나다. 선수는 한 시간의 스쿼시로 700에서 1000 칼로리정도를 소모하는데, 이는 다른 대부분의 운동보다 많고 일반적인 테니스나 라켓볼에 비해서도 70% 이상 많다. 또한 이 운동은 양 다리를 코트 안을 뛰는 데 사용하고, 팔/몸통을 라켓을 휘두르는 데 사용하여, 상하체 운동으로도 매우 좋다. 그러나, 몇몇 연구에서는 스쿼시가 심각한 심장 부정맥(Cardiac arrhythmia)를 초래할 수 있다고 암시하였고 스쿼시는 심장 질환이 있는 노인에게는 부적절한 운동이라고 주장하였다.
스쿼시는 현재 전 지구적으로 매력을 발산하고 있고, 세계적으로 148개의 국가에 코트가 있다.

## 선수와 경기기록들
영국 스쿼시라켓(스쿼시) 협회는 1930년 12월에 첫 남자 브리티시 오픈 챔피언십을 열었다. '챌린지' 시스템을 이용한 이 대회는 찰스 레드(Charles Read)가 우승자가 되었지만, 돈 붓쳐(Don Butcher)와의 홈, 어웨이 경기에서 패하였고, 이 선수는 1931년의 챔피언이 되었다. 이 챔피언십은 오늘날까지 이어지고 있으나, 1947년부터 '토너먼트' 방식으로 바뀌었다.
시초부터 남자 브리티시 오픈은 몇몇 선수가 지배했다 : 1930년대는 F.D. 암르 베이(F.D. Amr Bey) (이집트) ; 1940년대는 마흐모드 카림(Mahmoud Karim) (이집트); 1950년대와 1960년대는 하심 칸(Hashim Khan)과 아잠 칸(Azam Khan) (파키스탄) 형제; 1960년대와 1970년대는 요나 바링톤(Jonah Barrington) (대영제국 및 아일랜드)과 죠프 헌트(Geoff Hunt) (호주); 1980년대는 자한기르 칸(Jahangir Khan) (파키스탄); 1990년대는 장셔 칸(Jansher Khan) (파키스탄).
여자 챔피언십은 1921년에 시작되었고, 역시 상대적으로 적은 선수들이 지배했다 : 1920년대는 조이스 케이브(Joyce Cave)과 낸시 케이브(Nancy Cave) (영국); 1930년대는 마곳 럼(Margot Lumb) (영국); 1950년대는 자넷 모르간(Janet Morgan) (영국); 1960년대와 1970년대는 헤더 맥케이(Heather McKay) (호주); 1980년대는 비키 카드웰(Vicki Cardwell) (호주)과 수잔 데보이(Susan Devoy) (뉴질랜드); 1990년대는 미셀 마틴(Michelle Martin) (호주); 1990년대와 2000년대는 사라 피츠제럴드(Sarah Fitz-Gerald) (호주).
헤더 맥케이(Heather McKay)는 그녀의 긴 샷과 절대적인 경기지배력으로 인해(그녀는 1960년대와 1970년대의 18년동안 한번도 지지 않았다), 최고의 여성 선수로 꼽힌다. 남자 중에서는, 대부분의 현대 평론가들이 자한기르 칸(Jahangir Khan) (1980년대) 혹은 장셔 칸(Jansher Khan) (1990년대)(성은 같으나 혈연관계는 없음)을 최고의 남성 선수로 꼽는다. 다른 뛰어난 후보들은 요나 바링톤(Jonah Barrington), 죠프 헌트(Geoff Hunt), 하심 칸(Hashim Khan)이다.
그 전통 때문에, 브리티시 오픈은 1970년대 중반에 시작된 월드 오픈보다 훌륭하다고 많은 사람들이 여겨왔다. 하지만, 몇몇 사람들은, 2005년 대회에서 최고수준 선수들을 참가시키지 못한 예를 들어(상금의 불균형에 일부 기인했을 것으로 보인다), 브리티시 오픈의 최고를 유지할 능력에 걱정을 표했다. 2005년 브리티시 오픈의 남자와 여자 경기의 상금은 7만1천 달러로 2005년 월드 오픈의 상금 27만 달러에 비해 크게 못 미쳤다.
하심 칸(Hashim Khan)은 첫 번째 파키스탄인 스쿼시 챔피언이었고, 이 후 우승한 자한기르 칸(Jahangir Khan)과 장셔 칸(Jansher Khan) 역시 파키스탄 챔피언이었다. 자한기르는 현재 세계스쿼시연맹의 회장이며, 브리티시 오픈에서 10차례, 월드 오픈에서 6차례 우승하였다. 장셔는 1980년대 후반에 등장하여 월드 오픈 8차례, 브리티시 오픈 6차례의 우승을 거머쥐었다.

## 같이 보기
- 월드 오픈
- 브리티시 오픈 스쿼시 선수권 대회
- 세계 복식 스쿼시 선수권 대회
- 세계 팀 스쿼시 선수권 대회
- 스쿼시 선수 목록
- 세계 스쿼시 연맹
- 프로 스쿼시 협회
- 여자 스쿼시 협회
- 하드볼 스쿼시

## 참고 문헌
- Bellamy, Rex (1978). 《The Story of Squash》. Cassell Ltd, London. ISBN 0-304-29766-6.
- Palmer, Michael (1984). 《Guinness Book of Squash》. Guinness Superlatives Ltd, London. ISBN 0-85112-270-1.

### 한국어
- 대한 스쿼시 연맹
- 국민생활체육 전국스쿼시연합회

### 외국어
- 세계스쿼시연맹 - 규칙, 순위 그리고 코트 스펙에 대해 자세히 나와있음
- SquashSite - 결과, 보고서, 토너먼트 관련 보관됨 2019-04-25 - 웨이백 머신
- Squashblog - 스쿼시 저널리즘 과 토론
- 영국 스쿼시
- 유럽 스쿼시
- 미국 스쿼시 협회
- 웨스턴매스-스쿼시
- 스쿼시플레이어 잡지
- PSALIVE.TV - 국제 토너먼트 경기 녹화 및 스트리밍
- 스쿼시 경기 참고자료들
- 체코 스쿼시 연맹